# Sân bay quốc tế Boa Vista
Sân bay quốc tế Boa Vista (IATA: BVB, ICAO: SBBV) là một sân bay nằm ở Boa Vista, Roraima, Brasil. Sân bay này được khai trương ngày 19 tháng 2 năm 1973 và được nâng cấp năm 1998 với việc mở rộng nhà ga và kéo dài đường băng, mở rộng khu vực đỗ xe. Hiện sân bay này có năng lực 1,1 triệu lượt khách mỗi năm.

## Các hãng hàng không và các tuyến điểm
- Gol Transportes Aéreos (Manaus, Brasília, Rio de Janeiro và Vitória)
- TAM Linhas Aéreas (Manaus, Brasília và Rio de Janeiro, Congonhas - cuối năm)
- Meta Linhas Aéreas (Georgetown)